# 小行星8615
小行星8615（英語：8615）是一颗围绕太阳公转的小行星。1979年6月25日，埃莉諾·赫琳、舒爾特·巴斯在赛丁泉山发现了此天体。
这颗小行星的绝对星等为298.96373等。